# Теруан
Теруан (фр. Thérouanne) — коммуна во Франции, регион О-де-Франс, департамент Па-де-Кале, округ Сент-Омер, кантон Фрюж. Расположена в 62 км к западу от Лилля и в 46 км к юго-востоку от Кале, в 1 км от автомагистрали А26 «Англия», на берегу реки Лис.
Население (2018) — 1 095 человек.

## История
В древности Теруан был столицей моринов — одного из племён бельгов. Около 639 года святой Отмар сделал Теруан центром епископии, которая охватывала левобережье Шельды. Из числа местных епископов два — Фольквин и Гумфрид — были причислены Римско-католической церковью в лику святых. Теруанский собор был в своё время самым вместительным во Франции. В 1553 году город после осады взял и сравнял с землёй Карл V Габсбург. После этого удара Теруан уже не оправился; в связи с уничтожением собора была упразднена и епископия.

## Достопримечательности
- Церковь Святого Мартина XIX века
- Место археологических раскопок с фрагментами средневекового города
- Развалины аббатства Святого Жана и аббатства Святого Августина

## Экономика
Уровень безработицы (2017) — 11,6 % (Франция в целом — 13,4 %, департамент Па-де-Кале — 17,2 %). 

Среднегодовой доход на 1 человека, евро (2018) — 20 240 (Франция в целом — 21 730, департамент Па-де-Кале — 19 200).

## Демография
Динамика численности населения, чел.

## Администрация
Пост мэра Теруана с 2001 года занимает Ален Шевалье (Alain Chevalier). На муниципальных выборах 2020 года возглавляемый им список был единственным.
| Период | Период | Фамилия      | Партия       | Примечания                          |
| ------ | ------ | ------------ | ------------ | ----------------------------------- |
| 2001   |        | Ален Шевалье | Разные левые | инспектор национального образования |

## Знаменитые уроженцы
- Жерар Улье (1947), футбольный тренер

## Города-побратимы
- Хэмстрит, Англия